# Meire Grove
Meire Grove és una població dels Estats Units a l'estat de Minnesota. Segons el cens del 2000 tenia 149 habitants.

## Demografia
Segons el cens del 2000, Meire Grove tenia 149 habitants, 61 habitatges, i 40 famílies. La densitat de població era de 125,1 habitants per km².
Dels 61 habitatges en un 26,2% hi vivien nens de menys de 18 anys, en un 54,1% hi vivien parelles casades, en un 4,9% dones solteres, i en un 34,4% no eren unitats familiars. En el 31,1% dels habitatges hi vivien persones soles el 23% de les quals corresponia a persones de 65 anys o més que vivien soles. El nombre mitjà de persones vivint en cada habitatge era de 2,44 i el nombre mitjà de persones que vivien en cada família era de 3,05.
Per edats la població es repartia de la següent manera: un 26,8% tenia menys de 18 anys, un 5,4% entre 18 i 24, un 26,2% entre 25 i 44, un 13,4% de 45 a 60 i un 28,2% 65 anys o més.
L'edat mediana era de 36 anys. Per cada 100 dones de 18 o més anys hi havia 87,9 homes.
La renda mediana per habitatge era de 24.250 $ i la renda mediana per família de 40.313 $. Els homes tenien una renda mediana de 25.625 $ mentre que les dones 22.813 $. La renda per capita de la població era de 13.559 $. Entorn del 7,7% de les famílies i el 17,3% de la població estaven per davall del llindar de pobresa.

## Poblacions més properes
El següent diagrama mostra les poblacions més properes.